# Liste der Bodendenkmale in Berga (Kyffhäuser)
In der Liste der Bodendenkmale in Berga (Kyffhäuser) sind alle Bodendenkmale der Gemeinde Berga und ihrer Ortsteile aufgelistet. Grundlage ist die Veröffentlichung der Landesdenkmalliste mit Stand vom 25. Februar 2016. Die Baudenkmale Bergas sind hier aufgeführt.
| Denkmal-ID | Fundart            | Ortsteil    | Bezeichnung                           | Zeitstellung | Lage | Bemerkungen | Bild |
| ---------- | ------------------ | ----------- | ------------------------------------- | ------------ | --- | --- | ---- |
| 428300414  | Befestigung > Burg | Berga       | Talrandburg „Ratzelburg“              | Mittelalter  | westlicher Ortsrand, durch Kirche, Ortslage und modernen Friedhof teilweise überbaut (Lage)                      | Obertägig sind kaum Strukturen erkennbar, das Bodendenkmal lässt sich lediglich durch seine exponierte topografische Lage verifizieren. |      |
| 428300417  | besonderer Stein   | Berga       | Menhir „Langer Stein“ / „Hoher Stein“ | Neolithikum  | 0,5 km nördlich vom Ort, Sandsteinstele, westlich der Straße nach Uftrungen (L234), östlich von Bösenrode (Lage) | Menhir aus Sandstein, ca. 1,50 m hoch mit annähernd rechteckigem Querschnitt, schwach erkennbar Zeichen eingeritzt                      |      |
| 428300415  | Befestigung > Burg | Rosperwenda | Spornburg „Arnswald“                  | Mittelalter  | 3,2 km nördlich vom Ort (Lage)                                                                                   | Burgruine mit Bergfriedresten. Haupt- und Vorburg mit Wallgraben sowie einem Vorplatz.                                                  |      |
| 428300416  |                    | Rosperwenda | Höhle „Diebeshöhle“                   | Bronzezeit   | 3,6 km nördlich vom Ort, am Geiersberg liegt der Einbruchtrichter der Höhle (Lage)                               | Fundschichten der Höhle stark gestört                                                                                                   |      |